# Maracaju Atlético Clube
Maillots
Dernière mise à jour : 13 février 2012.
Le Maracaju Atlético Clube est un club brésilien de football basé à Maracaju dans l'État du Mato Grosso do Sul.

## Palmarès
- Championnat du Mato Grosso do Sul de deuxième division : 2004